# Plebejus agnata
Plebejus agnata är en fjärilsart som beskrevs av Otto Staudinger 1889. Plebejus agnata ingår i släktet Plebejus och familjen juvelvingar. Inga underarter finns listade i Catalogue of Life.